# GR-88
El GR-88 también llamado Sendero Segoviano es un Sendero de Gran Recorrido que discurre entre las provincias de Segovia, Guadalajara y Madrid. Comienza en Pontón de la Oliva al oeste de la provincia de Guadalajara, en los puertos de Beceite, donde enlaza poco después con el GR-300 y tras cruzar buena parte de la provincia de Segovia termina en el oeste de la de Madrid, en San Lorenzo de El Escorial, enlazando con el GR-10.
Como sendero de gran recorrido está balizado con señales rojas y blancas.

## Tramos en Guadalajara

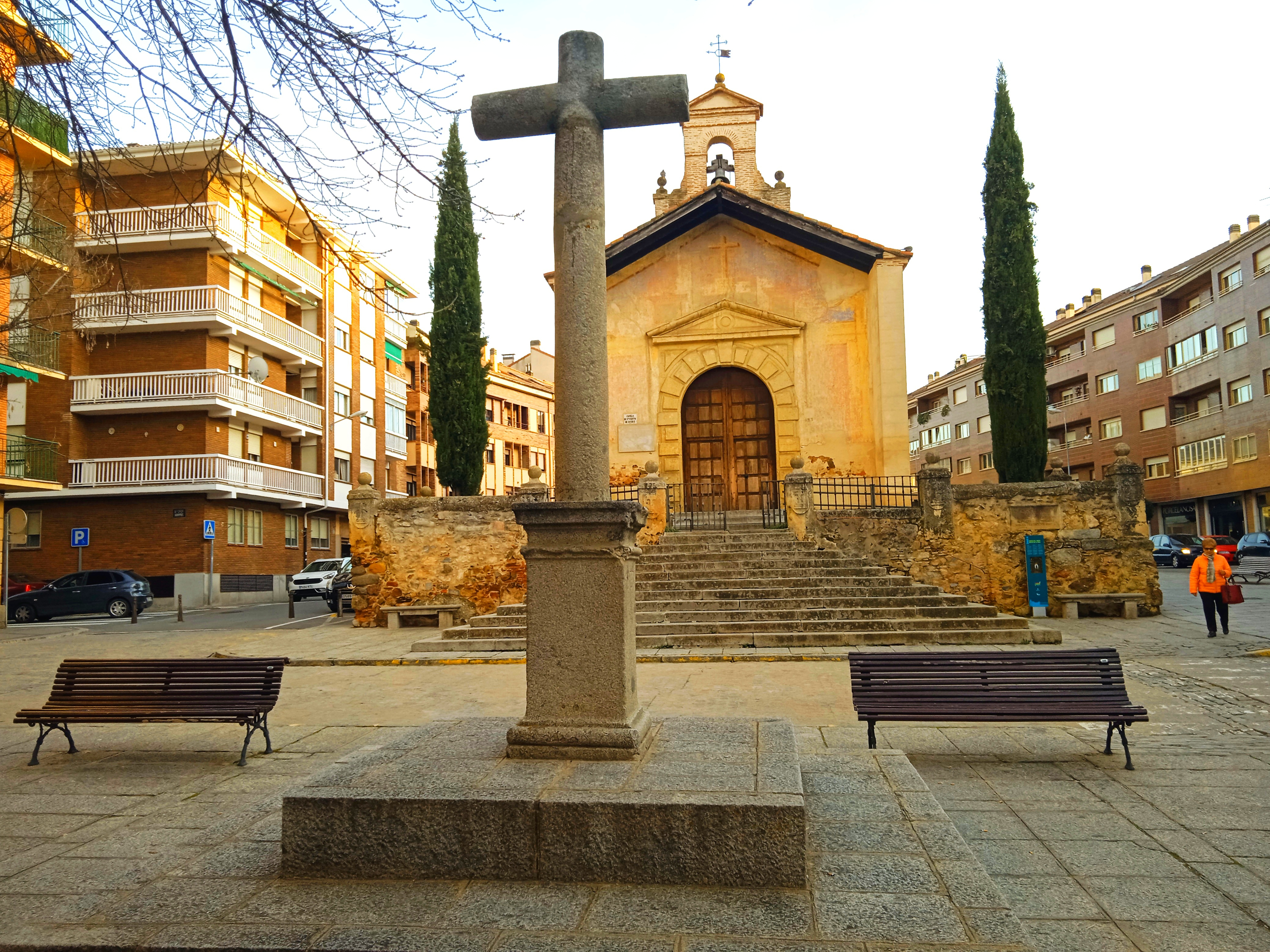
Ermita de Cristo del Mercado en la ciudad de Segovia, fija la mitad de la ruta

- Paso por el Pontón de la Oliva
- Paso por El Cardoso de la Sierra

## Tramos en Segovia
Dividida en cuatro subtramos diferenciados:
- Santo Tomé del Puerto - Cerezo de Abajo - Sepúlveda - Pedraza - Sotosalbos, enlazando en este último con la Cañada de la Vera de la Sierra o Real Soriana Occidental;[6]

- Cabanillas del Monte - Trescasas - Esquileo de Santillana, en el esquileo se desenlaza de la cañada para continuar por el Cordel de Santillana y Calzada romana de La Fuenfría
- Segovia con un tramo de recorrido urbano, se desenlaza del cordel y la calzada en la Ermita de Cristo del Mercado;
- Revenga - Puerto de Pasapán - San Rafael, cruzándose y siguiendo en ocasiones la Cañada Real Leonesa .

## Tramos en Ávila
Atraviesa una pequeña parte del término municipal de Peguerinos en el entorno de la Sierra de Guadarrama, no atraviesa ninguna localidad.

## Tramos en Madrid
- El Atazar, enlace con la GR-300 - Puebla de la Sierra
- San Lorenzo de El Escorial, enlace con la GR-10